# Pickerweg
Der Pickerweg war im Mittelalter ein Handelsweg und Pilgerweg. Er wurde erstmals 850 urkundlich erwähnt. Heute wird er von Fußgängern, teilweise auch von Radfahrern als Wanderweg genutzt. Der Pickerweg gehört zu den vom Wiehengebirgsverband Weser-Ems betreuten Wanderwegen. 
Zwischen Osnabrück und Mühlenort ist der Pickerweg durch ein weißes X auf schwarzem Grund markiert, nördlich davon durch ein weißes P auf schwarzem Grund. 
Gelegentlich ist entlang des Pickerwegs noch eine Markierung mit einem weißen J zu sehen; diese stammt aus der Zeit, als der Jadeweg noch nicht in Wildeshausen endete, sondern auf derselben Strecke wie der Pickerweg bis Osnabrück weiterführte. Man sieht auch oft die gelbe Jakobsmuschel oder den gelben Pfeil auf blauem Untergrund. Diese Zeichen markieren den Jakobsweg, der teilweise den gleichen Verlauf hat.

## Wanderweg
Der von Wildeshausen nach Osnabrück 119 km lang führende Abschnitt der alten Handelsroute zwischen den Hansestädten Lübeck, Hamburg, Bremen, Osnabrück und Dortmund wird noch heute „Pickerweg“ genannt. Ein Großteil des Pickerweges führt auf der historischen Trasse parallel zur Autobahn „Hansalinie“ (A1), die weitgehend die Funktion des alten Handelswegs übernommen hat, über Forststraßen durch kleinere Dörfer. Er ist auf 107 Kilometer als Wanderweg ausgeschildert. Um an möglichst vielen Tagen des Jahres ein Befahren zu ermöglichen, wurde der Weg überwiegend auf erhöhtem Gelände angelegt, so dass sich immer wieder Ausblicke in die tiefer gelegene Landschaft ergeben. Auf den Gebieten der Gemeinden Visbek und Steinfeld sowie der Städte Vechta und Lohne verläuft der Pickerweg teilweise auf derselben Trasse wie der Fernradweg Meerweg.
In einem kurzen Abschnitt in Campemoor ist der Pickerweg in einen Moorlehrpfad integriert.

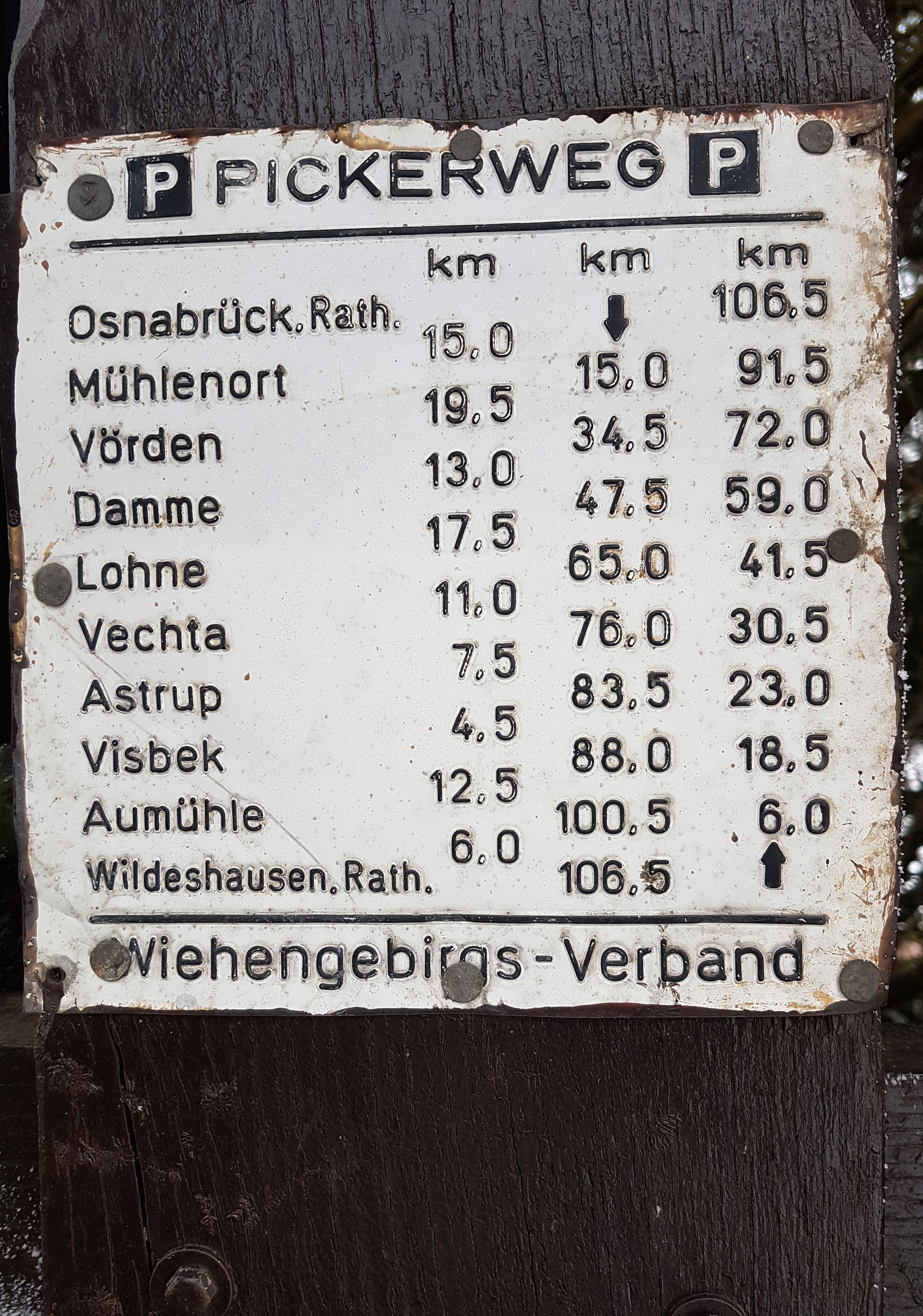
Schild mit den Streckenabschnitten
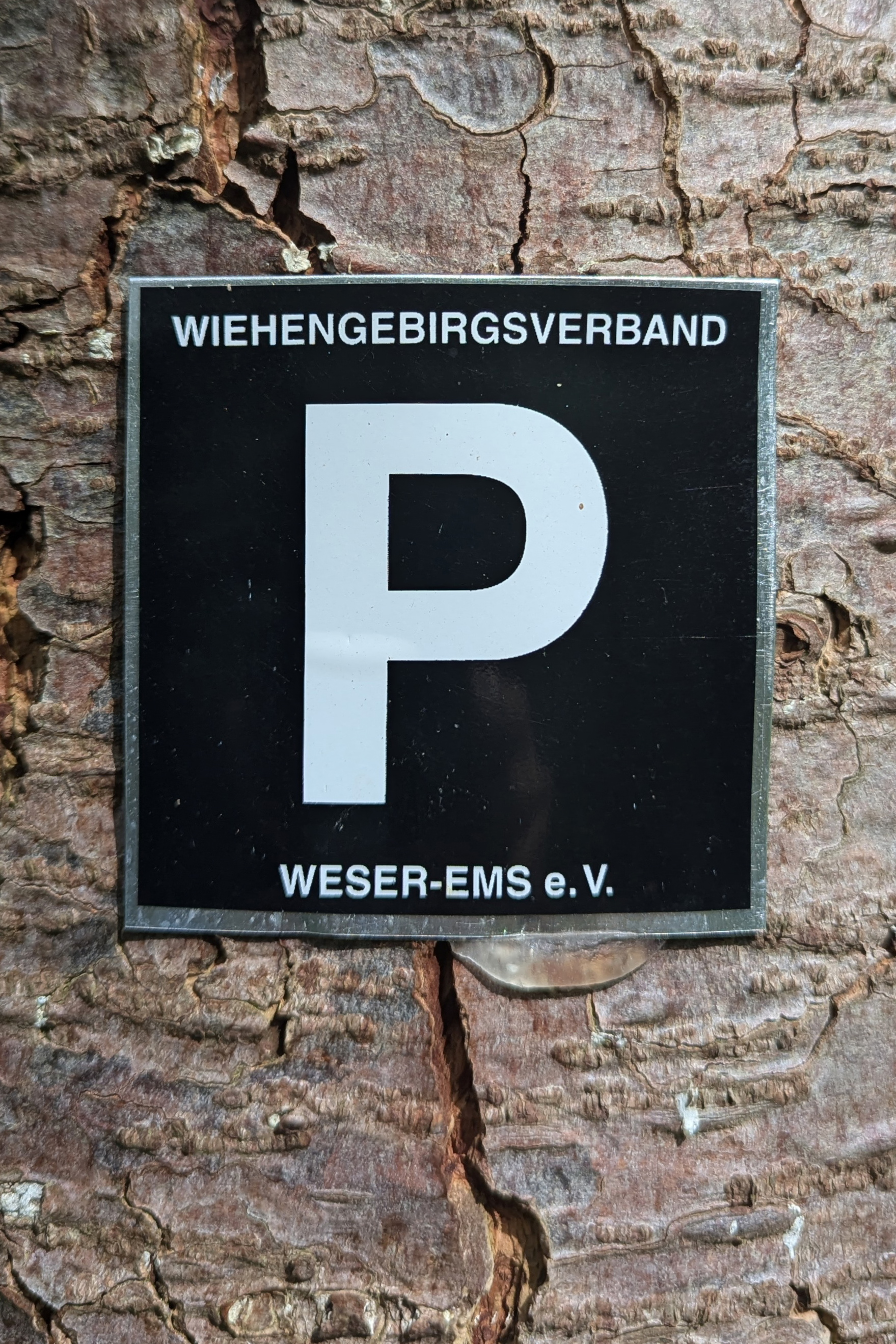
Markierungszeichen des Pickerwegs
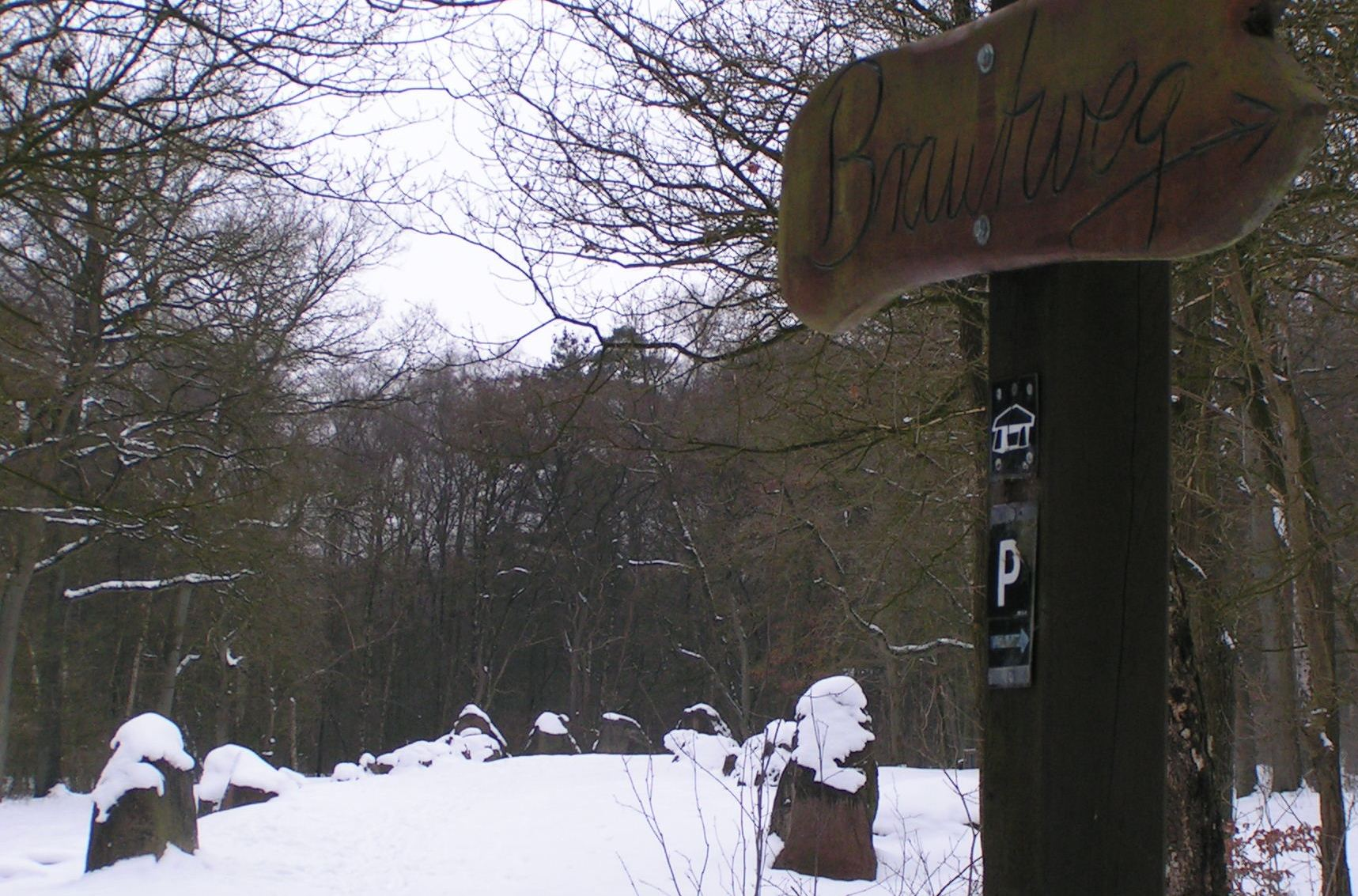
Pickerweg bei der Visbeker Braut
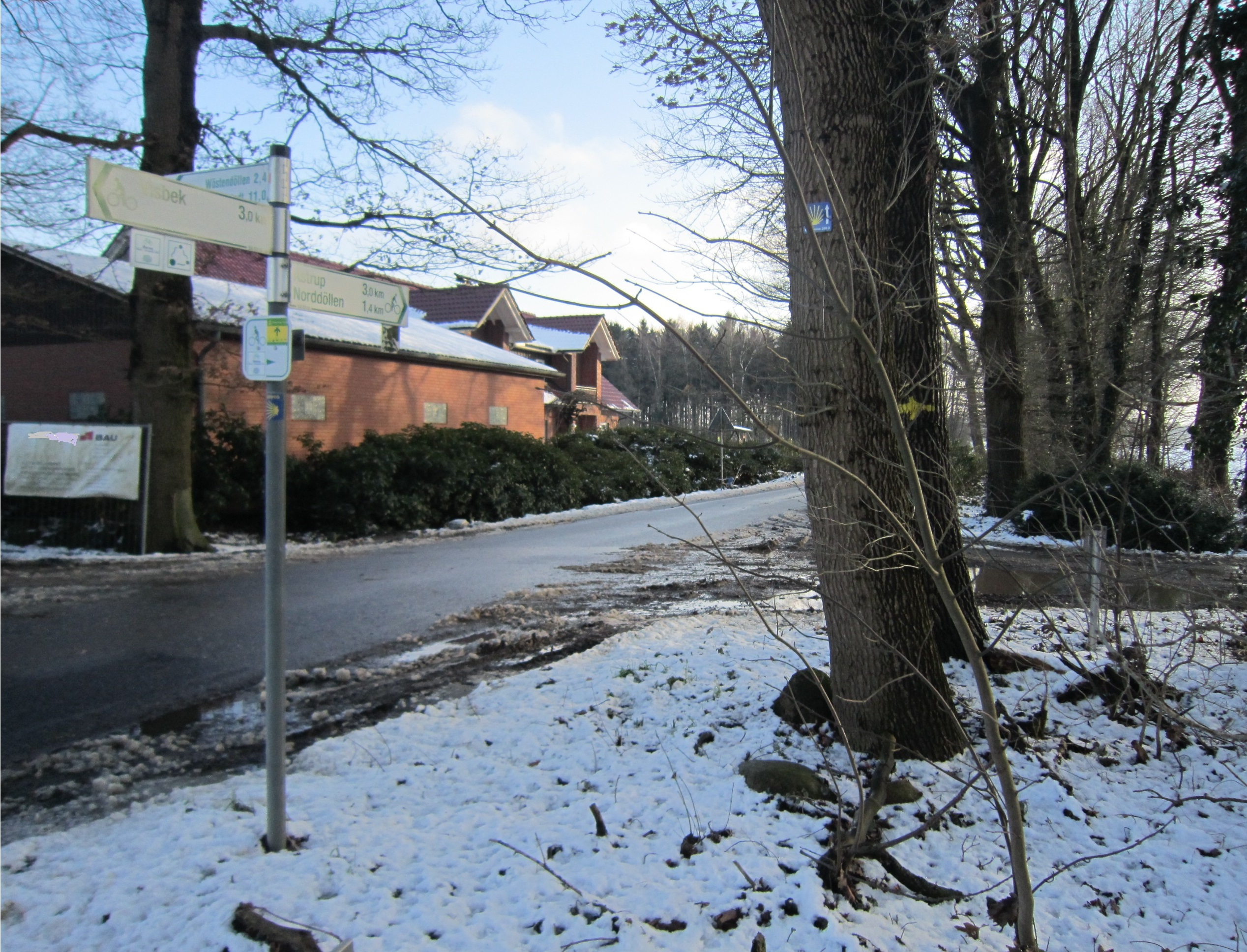
Kreuzung des Pickerwegs (von vorne nach hinten) mit dem Reuterweg in Norddöllen. Der Fernradweg Meerweg biegt hier nach rechts ab.
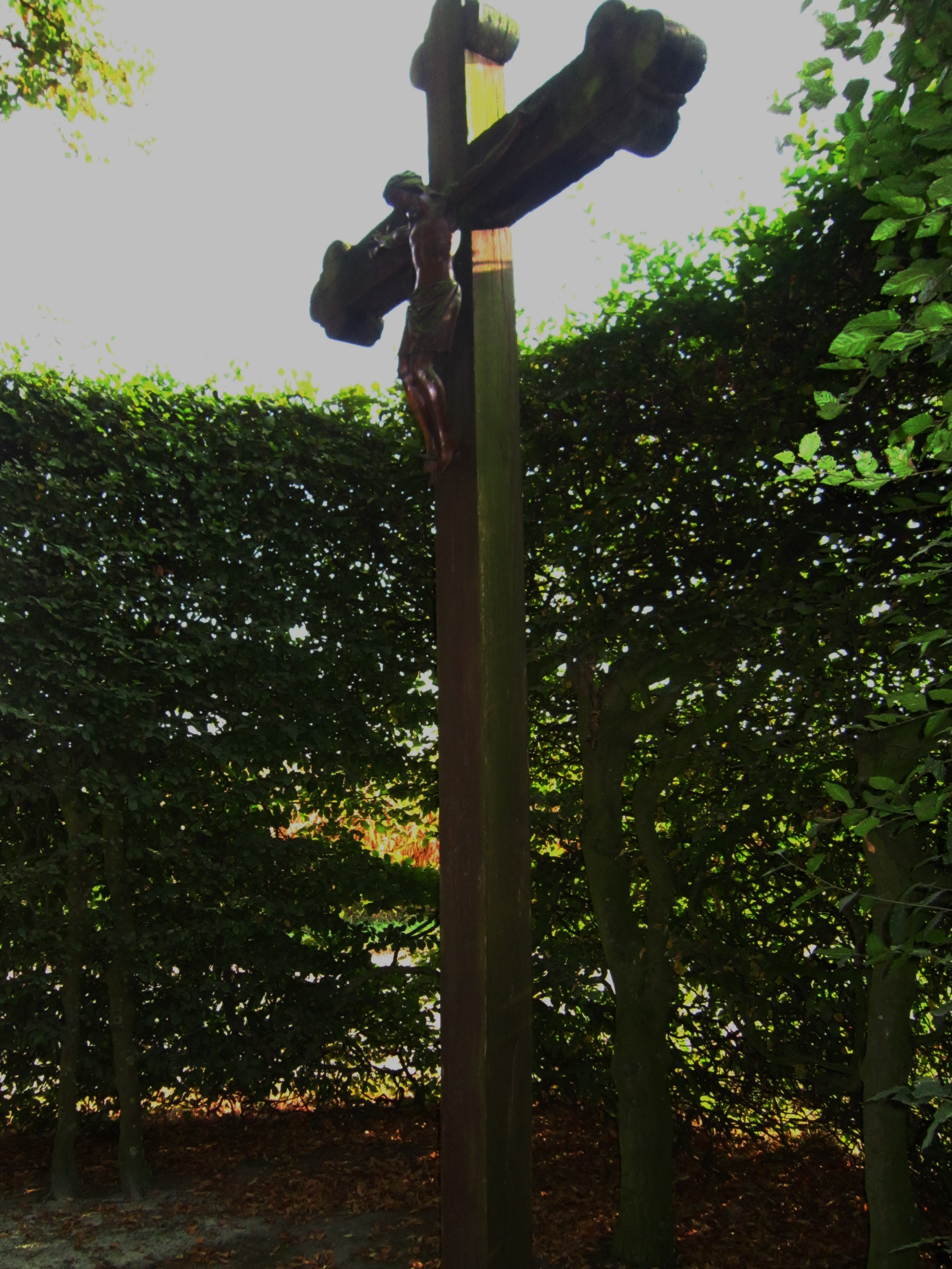
Thesings Kreuz in Holzhausen
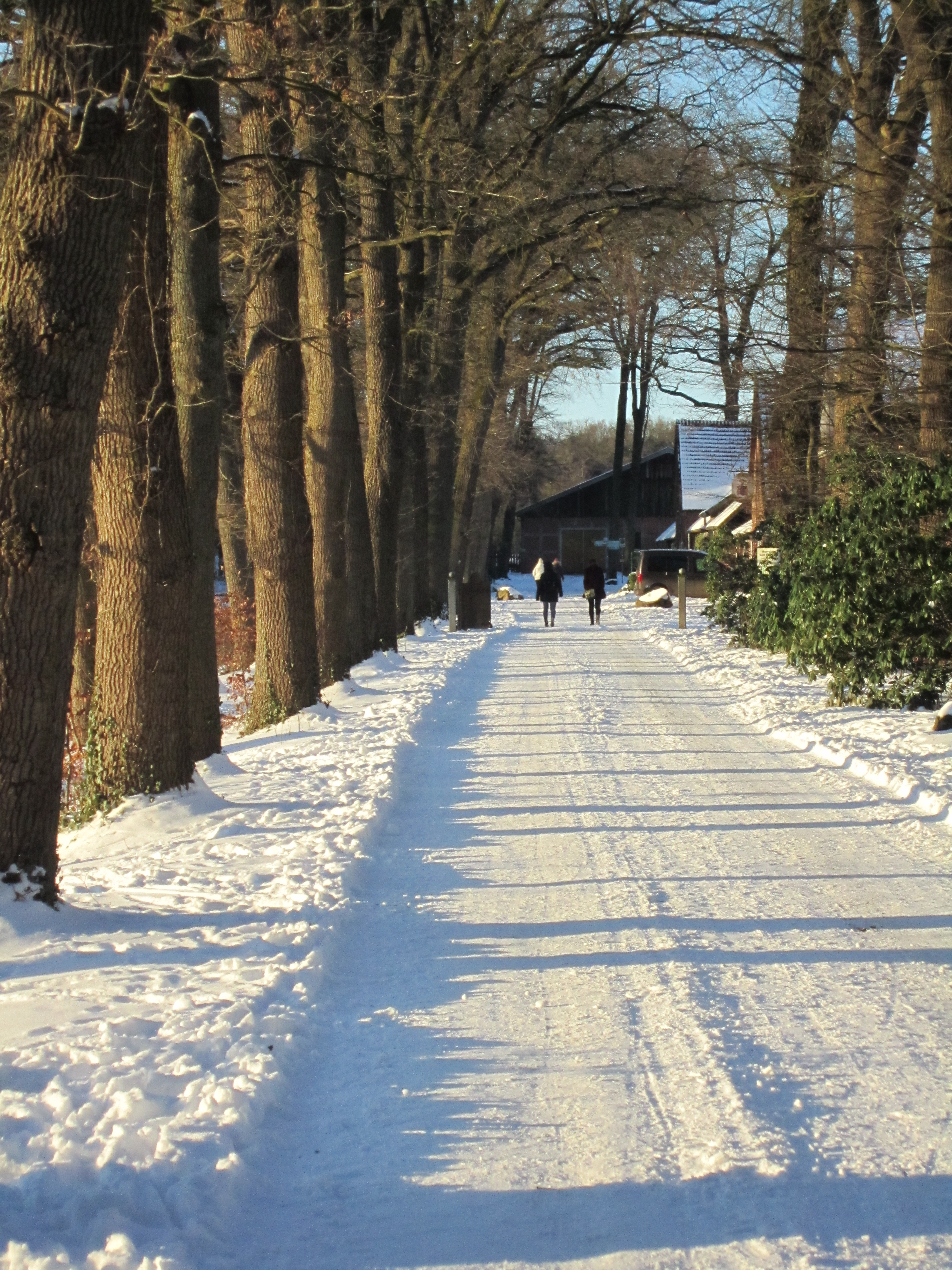
Abschnitt des Pickerwegs innerhalb der Hofanlage von Gut Füchtel
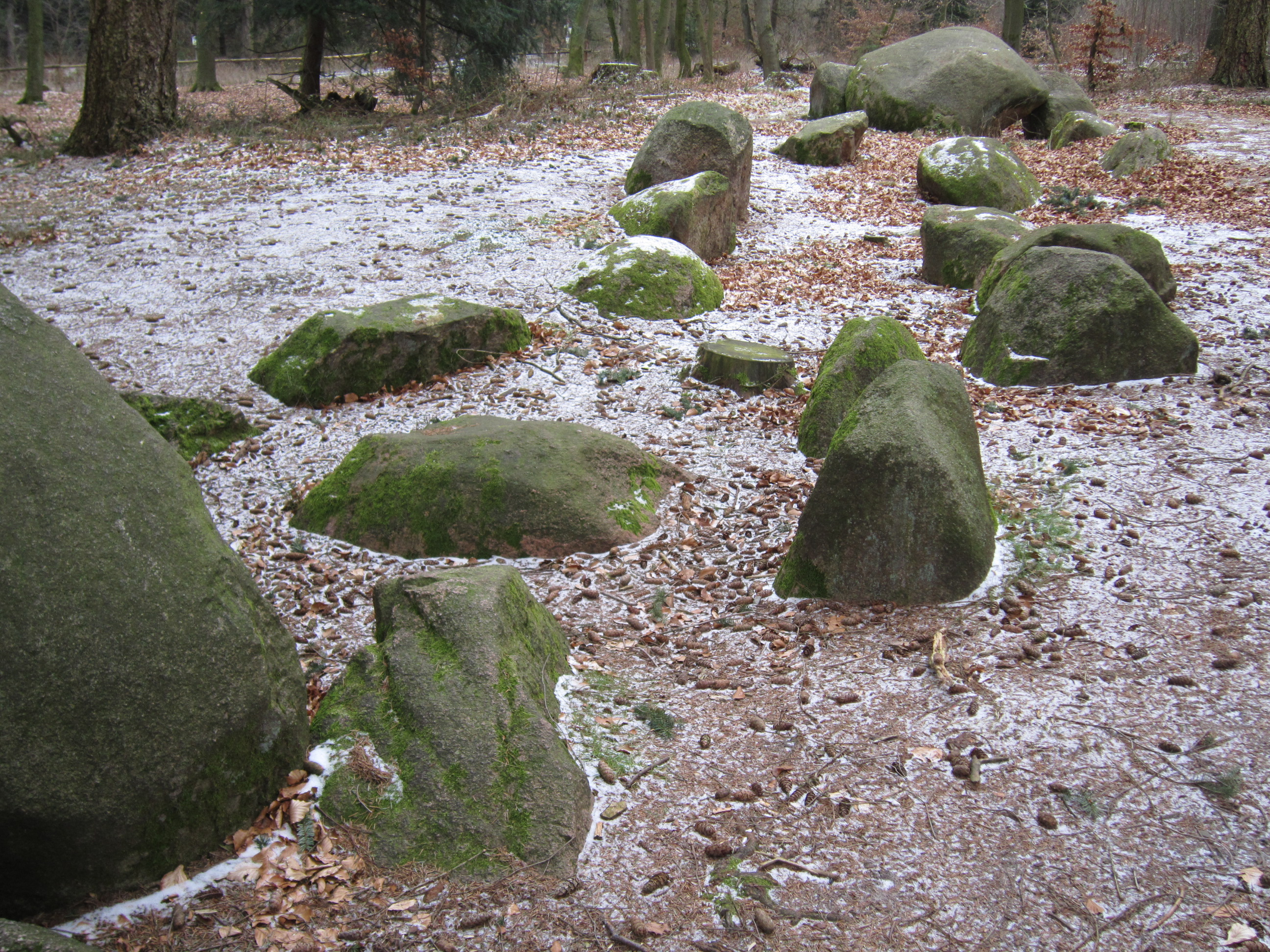
Großsteingrab am Stappenberg am Nordhang der Dammer Berge; direkt dahinter der Pickerweg
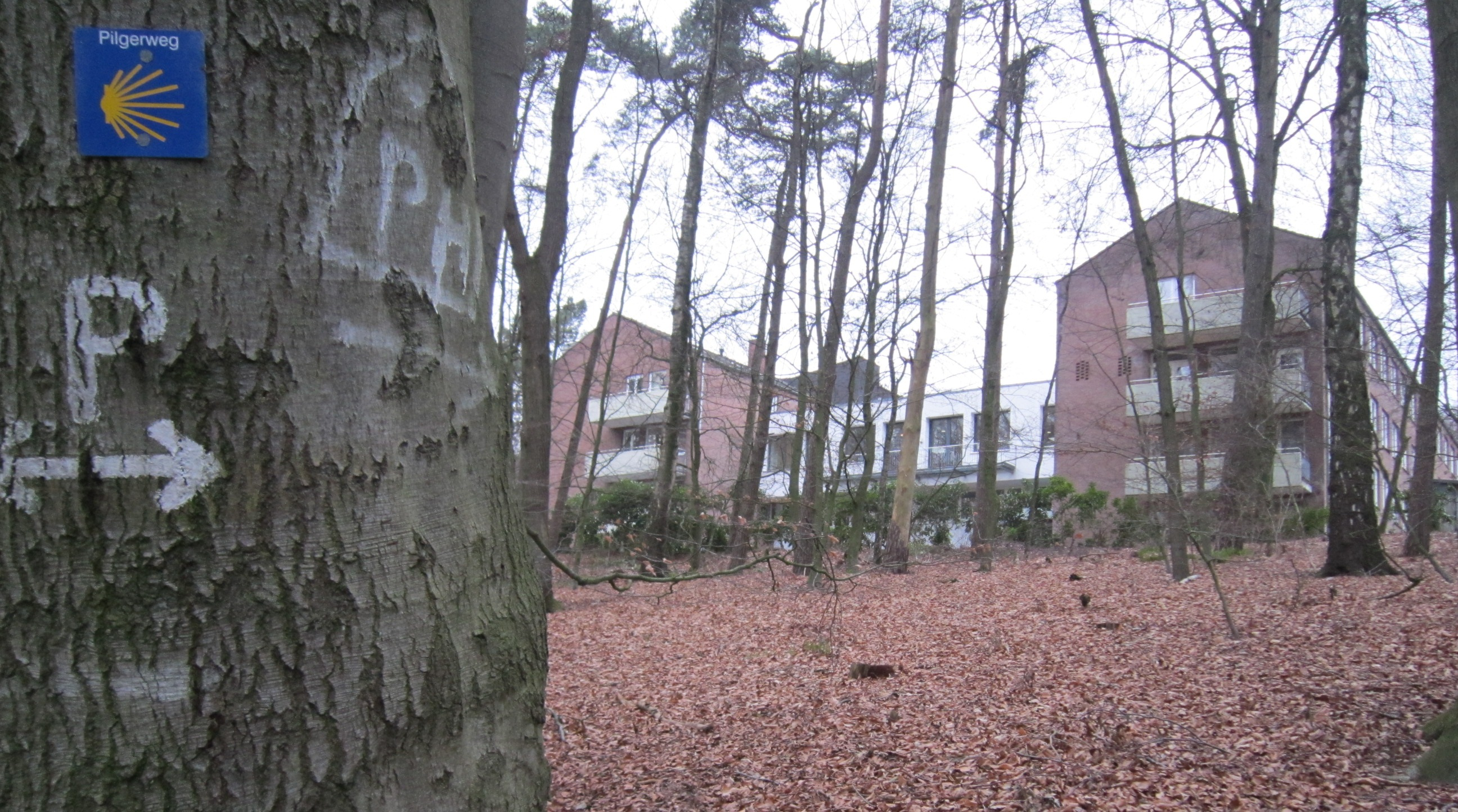
„P“-Zeichen und Jakobsmuschel an einem Baum im Wald beim ehemaligen Kloster Damme
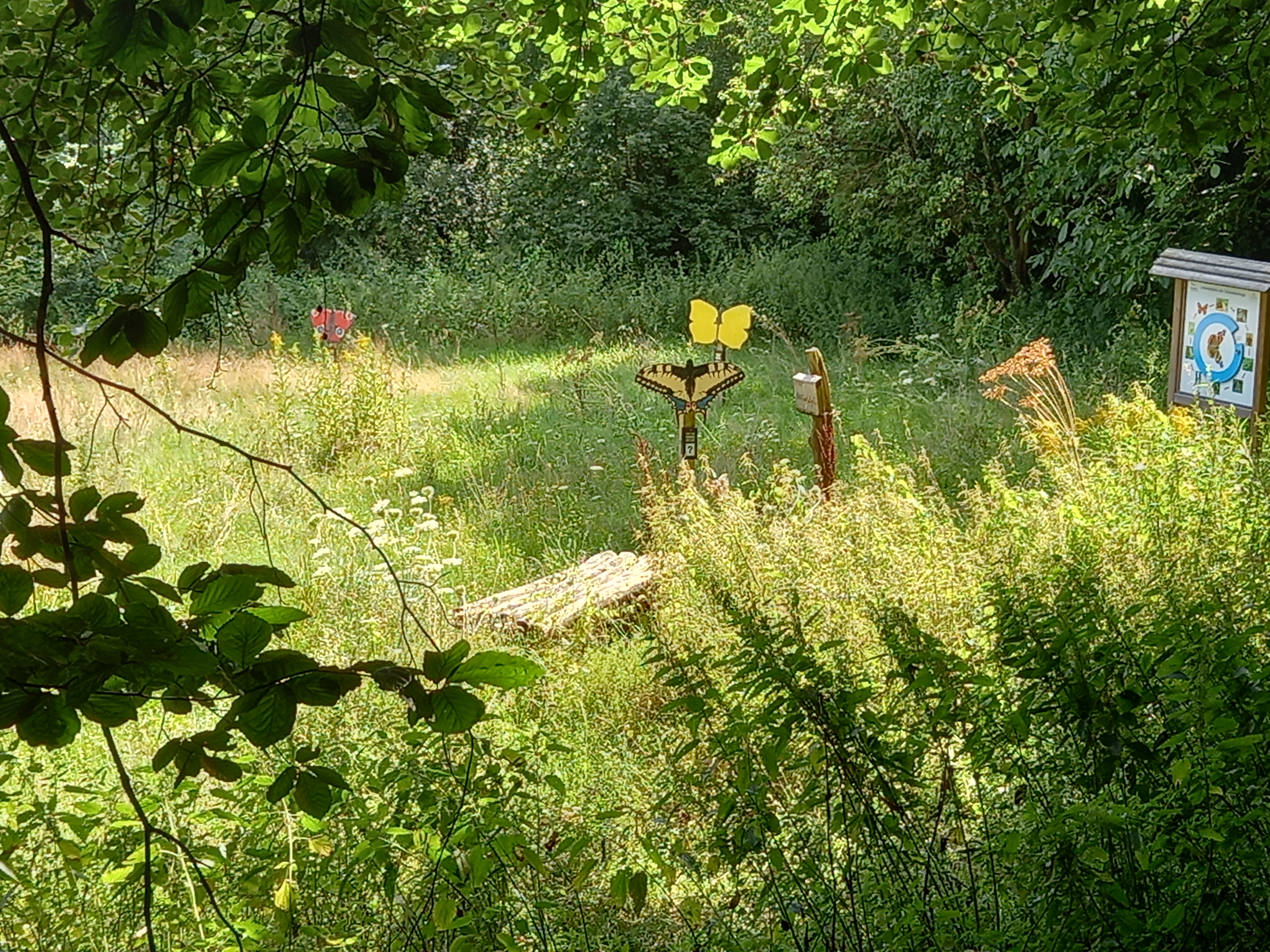
Blick auf die Naturerlebniswiese Wienerei vom Pickerweg aus
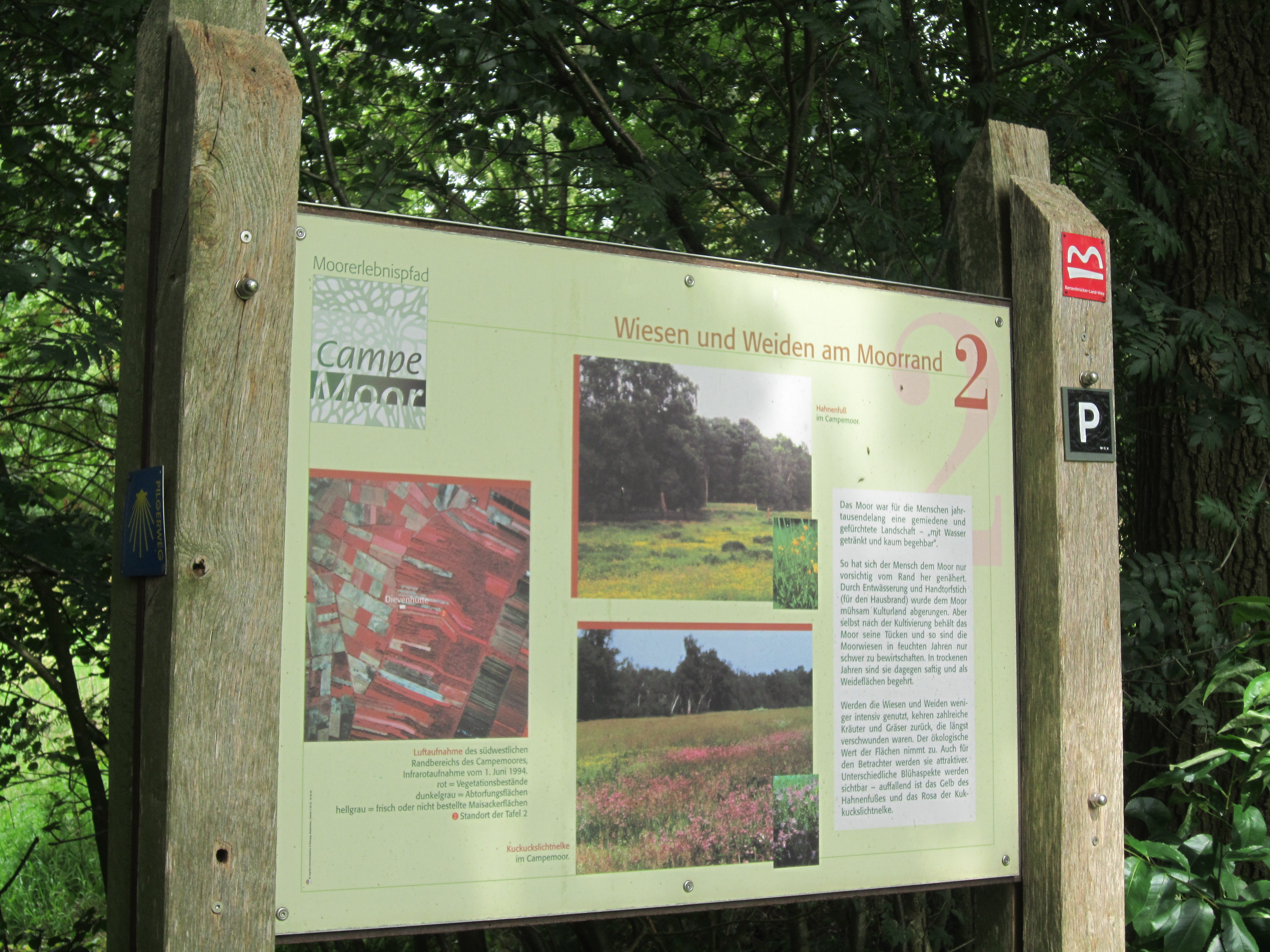
Informationstafel am Moorlehrpfad in Campemoor

## Historischer Handelsweg
Der Handelsweg führte durch die abwechslungsreiche Landschaft der Ems-Hunte-Geest und verlief zunächst überwiegend oberhalb der Diepholzer Moorniederung. Auf deren Höhenniveau musste er sich allerdings zur Überquerung des Vechtaer Moorbachs hinabbegeben. Die Kreuzung des Pickerwegs mit dem in Ost-West-Richtung verlaufenden Volkweg (hier auch Reuterweg genannt), der Hauptverbindung zwischen der mittleren Ems und der mittleren Weser, wurde im Mittelalter durch die Arkeburg geschützt, die größte Ringwallanlage Nordwestdeutschlands. Jenseits des Vechtaer Moorbachs überquerte der Pickerweg die Endmoränen-Landschaft der Dammer Berge und führte durch das nördliche Osnabrücker Land zum historischen Rathaus in Osnabrück. Orte wie Visbek, Vechta, Lohne, Damme und Engter/Mühlenort wurden dabei durchfahren. Der Name "Pickerweg" entstammt wahrscheinlich aus dem alten Ausdruck von Fuhrmannsleuten. "Pickern" bedeutet hier: Die Pferde antreiben.

## Historischer Pilgerweg
Recherchen des Museums im Zeughaus Vechta haben ergeben, dass 850/851 n. Chr. auf dem Pickerweg die Alexanderreliquien überführt wurden. Es sind auch Spuren dokumentiert, die auf einen Jakobskult entlang des Pickerwegs seit dem 13. Jahrhundert hinweisen. Demnach wäre der Pickerweg eine Teilstrecke der „Via Baltica“, des „Baltisch-Westfälischen Weges“. An der Straße „Bei Thesings Kreuz“ in Oythe bei Vechta soll ab 1496 eine Jakobskapelle gestanden haben, und in der Propsteikirche St. Georg in Vechta befindet sich heute noch eine Jakobusstatue. Ende Mai 2008 wurde mit Unterstützung der Deutschen Jakobusgesellschaft und des Museums im Zeughaus Vechta ein Pilgerführer für die auf dem Pickerweg verlaufende Strecke Bremen-Osnabrück herausgegeben.